# Вагидов, Завурбек Юнусович
Завурбек Юнусович Вагидов (род. 25 мая 1958, Хасавюрт, Дагестанская АССР, РСФСР, СССР) — российский и дагестанский политик. Глава Советского района Махачкалы (2015—2016).

## Биография
2 июня 2015 года был назначен главой администрации Советского района Махачкалы. В начале декабря 2016 года стало известно что Вагидов в ближайшее время будет уволен с поста главы администрации. 23 декабря 2016 года Пахрудин Залибеков был назначен исполняющим обязанности главы администрации Советского района Махачкалы. Является президентом федерации рыболовного спорта Республики Дагестан

## Трудовая деятельность
- 1984 — 1987 — секретарь ВЛКСМ Дагестанского государственного университета, Дагестанского медицинского института;
- 1984 — 1987 — ассистентом кафедры для иностранных студентов в Дагестанском медицинском институте;
- 1987 — 1990 — инструктор орготдела райкома партии в г. Буйнакске;
- 1991 — 1994 — следователь Новосильской межрайонной прокуратуры Орловской области;
- 1994 — 2001 — главный специалист, а затем начальник отдела правового управления Госсовета Республики Дагестан;
- 2001 — 2002 — начальник отдела госслужбы и кадров Главного управления Министерства юстиции РФ по РД;
- 2001 — 2011 — преподаватель, начальник юридического центра Северо-Кавказского филиала Российской правовой академии;
- 2003 — 2007 — заместитель председателя дагестанского республиканского общества охотников и рыболовов;
- 2011 — 2015 — председатель дагестанского республиканского общества охотников и рыболовов;
- 2014 — 2015 — заместитель Президента Росохотрыболовсоюза по Южному федеральному и Северо-Кавказскому округам;
- 2015 — 2016 — глава администрации внутригородского района «Советский район» города Махачкалы.

## Награды и звания
- Заслуженный юрист Республики Дагестан;
- Кандидат социологических наук.

## Личная жизнь
Женат, имеет четверых детей.